# Nijmeegse Vierdaagse
De Nijmeegse Vierdaagse, sinds 2021 ook wel aangeduid als de 4Daagse en officieel bekend als de Internationale Vierdaagse Afstandsmarsen Nijmegen, is een vierdaags wandelevenement dat jaarlijks sinds 1909 plaatsvindt en begint op de derde dinsdag van juli. Dit oudste en meest bekende vierdaagse wandelevenement in Nederland is tevens de grootste meerdaagse wandelprestatietocht ter wereld en staat inmiddels ook bekend als The Walk of the World. Elk jaar nemen deelnemers uit ongeveer tachtig landen deel, waaronder een groot aantal militairen.

## Achtergrond
Van 1890 tot 1940 was Nijmegen, na Den Haag, de belangrijkste 'Indische' stad. De Europese tak van het Koninklijk Nederlandsch-Indisch Leger (KNIL), de Koloniale reserve, had sinds 1890 Nijmegen als standplaats. Vanaf 1911 betrokken ze de Prins Hendrikkazerne. De Koloniale Reserve stond tevens aan de basis van de Nijmeegse Vierdaagse, ooit begonnen als mars voor KNIL-troepen. 
De eerste editie van de Vierdaagse Afstandsmarsen begon op 1 september 1909. Deze allereerste editie werd georganiseerd als een wandelvierdaagse met als doel de conditie van militairen te verbeteren. Tijdens deze eerste editie konden deelnemers starten in vijftien verschillende plaatsen verspreid over Nederland, en de route was dus oorspronkelijk niet aan Nijmegen gebonden. Deelnemers konden zelf kiezen welk traject ze liepen en niet iedereen liep dezelfde route. In totaal deden 306 mensen mee, waarvan het overgrote deel militair was
Drie jaar later vertrok de Vierdaagse vanuit Utrecht. Op de derde dag liepen de deelnemers toen vanuit Ede via de Betuwe naar Nijmegen om daar vervolgens in de Prins Hendrikkazerne, thuisbasis van de Koloniale Reserve, te overnachten. Op de laatste dag werd er gewandeld door de omgeving van Nijmegen en was de kazerne opnieuw het eindpunt.
In de beginjaren (1909-1924) werd er elk jaar vanaf een andere plek gestart, en was het parcours niet vast. Vanaf 1925 werd Nijmegen de vaste start- en finishplaats van de Vierdaagse. Sindsdien zijn de routes geconcentreerd rond Nijmegen en haar omgeving, wat het karakter van het evenement blijvend heeft gevormd. Sindsdien staat iedere wandeldag in het teken van een andere regio rondom Nijmegen (Elst, Wijchen, Groesbeek en Cuijk). Daardoor is het huidige concept – met Nijmegen als centraal vertrekpunt en regionale routes – vanaf 1925 het uitgangspunt van het evenement gebleven
In 1928 werd voor het eerst een Vlaggenparade gehouden als officiële opening van de Vierdaagse. Ook deze traditie werd ingevoerd door de Koloniale Reserve. De parade werd gehouden op het binnenterrein van de Prins Hendrikkazerne en later op het exercitieterrein. Militair tehuis Insulinde, voor terugkerende KNIL militairen, werd in 1918 in Hees gesticht. In 1951 werd de Koloniale Reserve opgeheven. Van 1951 tot 2011 vond de vlaggenparade plaats in het Goffertstadion.

## Afstanden
De Vierdaagse kent drie afstanden: 30, 40 en 50 kilometer. In de week dat de Vierdaagse Nijmegen wordt gehouden worden in de binnenstad van Nijmegen ook de Vierdaagsefeesten (voorheen Nijmeegse Zomerfeesten) gehouden. In de diverse doorkomstgemeenten van de Vierdaagse Nijmegen worden ook festiviteiten georganiseerd. Vele honderdduizenden supporters van de Vierdaagse zijn de hele Vierdaagseweek in de regio aanwezig.
Gebouw en terreinen van De Vereeniging aan het Keizer Karelplein in Nijmegen zijn langjarig start- en finishplaats en onderkomen van de organisatie geweest. Inmiddels is dat verplaatst naar de nabijgelegen Wedren, waar met tijdelijke voorzieningen veel meer ruimte is gecreëerd, ook in het aangrenzende Julianapark en op het Vierdaagseplein. Gestart wordt in afstandsblokken 's ochtends vanaf 4.00 uur; de uiterlijke finishtijd is de eerste drie dagen 17.00 en op vrijdag 18.00 uur. Het is heel belangrijk om op tijd te finishen, want wie te laat finisht wordt gediskwalificeerd en mag de volgende dag niet meer starten. Militaire deelnemers starten en melden af op het militaire kamp Heumensoord. Dit is ook de plek waar zij overnachten tijdens de Vierdaagse.

## Vlaggenparade

Traditionele vlag van de Nijmeegse Vierdaagse

Het evenement werd sinds 1928 traditioneel geopend met een vlaggenparade; sinds 1951 werd deze kleurrijke deelnemers-ontvangst in Stadion De Goffert in Nijmegen gehouden. In 2011 werd de vlaggenparade voor de laatste keer gehouden vanwege de teruglopende belangstelling. In 2016 keerde de vlaggenparade terug ter gelegenheid van de 100ste Vierdaagse – niet in het Goffertstadion, maar door de straten van Nijmegen.
De Koninklijke Nederlandse Bond voor Lichamelijke Opvoeding is gelieerd aan het Internationaal Olympisch Comité. Alleen landen die aangesloten zijn bij het IOC mogen hun vlag plaatsen.

## Organisatie

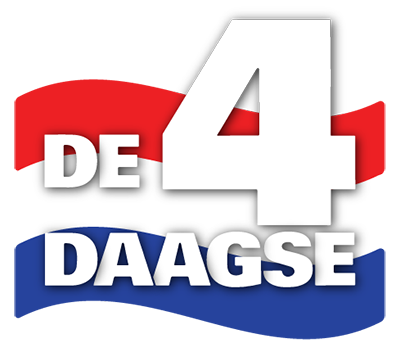
DE 4DAAGSE-logo

Als gevolg van van een akkoord dat de Koninklijke Nederlandse Bond voor Lichamelijke Opvoeding sloot met de Belastingdienst werd op 1 juli 2002 een aparte stichting opgericht, de Stichting Internationale Vierdaagse Afstandsmarsen Nijmegen (Stichting DE 4DAAGSE), die met ingang van de 86ste Vierdaagse verantwoordelijk is voor de organisatie van het evenement.
Stichting DE 4DAAGSE krijgt hierbij steun van de Koninklijke Wandelbond Nederland (KWbN), Defensie en de gemeente Nijmegen.
Aan het hoofd van de organisatie, die grotendeels uit vrijwilligers bestaat, stond traditioneel iemand met een militaire achtergrond. Sinds 2017 wordt deze rol door een burger vervuld. Deze functie wordt ook wel de "marsleider" genoemd, hoewel hij zelf niet meeloopt.

## Programma
De Vierdaagse kent iedere dag een andere route door het Gelderse, Brabantse of het Limburgse land, in de wijde omgeving van de stad Nijmegen. Tijdens elke wandeldag staat een andere plaats in de omgeving van Nijmegen centraal.

### Dag van Elst / Blauwe Dinsdag
De eerste dag van de Vierdaagse gaat door de Betuwe, ten noorden van Nijmegen, via Elst en Arnhem. Hierbij lopen de wandelaars zowel in het begin als aan het eind van de dag over de Waalbrug.
Tot en met 2016 werd deze route in de tegenovergestelde richting gelopen. Traditioneel was het laatste deel van het parcours, de dijk tussen Oosterhout en Lent, een zwaar stuk. Hier zag men in de verte de spoorbrug en later de Waalbrug al liggen, terwijl men nog ruim een uur (militairen twee uur) moest lopen. Dit deel van het parcours heeft in 2006 de meeste problemen veroorzaakt. Mogelijke oorzaken van deze problemen waren: het afleggen van dit traject op het heetst van de dag terwijl men al vermoeid is (laatste deel van de route), het grote aantal mensen waardoor de wandelsnelheid daalt en ook het ontbreken van voldoende mogelijkheden om op een verantwoorde manier (niet op relatief koude grond) te rusten. Ook werd de aanrijtijd van hulpdiensten steeds langer in verband met stadsuitbreidingen.
| Plaatsen van de Dag van Elst (t/m 2016) Met afstanden naar de plaats in km | Plaatsen van de Dag van Elst (t/m 2016) Met afstanden naar de plaats in km | Plaatsen van de Dag van Elst (t/m 2016) Met afstanden naar de plaats in km | Plaatsen van de Dag van Elst (t/m 2016) Met afstanden naar de plaats in km | Plaatsen van de Dag van Elst (t/m 2016) Met afstanden naar de plaats in km | Plaatsen van de Dag van Elst (vanaf 2017) Met afstanden naar de plaats in km | Plaatsen van de Dag van Elst (vanaf 2017) Met afstanden naar de plaats in km | Plaatsen van de Dag van Elst (vanaf 2017) Met afstanden naar de plaats in km | Plaatsen van de Dag van Elst (vanaf 2017) Met afstanden naar de plaats in km | Plaatsen van de Dag van Elst (vanaf 2017) Met afstanden naar de plaats in km |
| Plaats                                                                     | 30 km                                                                      | 40 km                                                                      | 40 km                                                                      | 50 km                                                                      | Plaats                                                                       | 30 km                                                                        | 40 km                                                                        | 40 km                                                                        | 50 km                                                                        |
| Plaats                                                                     | 30 km                                                                      | Civiel                                                                     | Militair                                                                   | 50 km                                                                      | Plaats                                                                       | 30 km                                                                        | Civiel                                                                       | Militair                                                                     | 50 km                                                                        |
| -------------------------------------------------------------------------- | -------------------------------------------------------------------------- | -------------------------------------------------------------------------- | -------------------------------------------------------------------------- | -------------------------------------------------------------------------- | ---------------------------------------------------------------------------- | ---------------------------------------------------------------------------- | ---------------------------------------------------------------------------- | ---------------------------------------------------------------------------- | ---------------------------------------------------------------------------- |
| Lent (1e doorkomst)                                                        | 4                                                                          | 4                                                                          | 9                                                                          | 4                                                                          | Lent (1e doorkomst)                                                          | 2                                                                            | 2                                                                            | 7                                                                            | 2                                                                            |
| Bemmel                                                                     | -                                                                          | 9                                                                          | 14                                                                         | 9                                                                          | Oosterhout                                                                   | 7                                                                            | 7                                                                            | 12                                                                           | 7                                                                            |
| Huissen                                                                    | -                                                                          | -                                                                          | -                                                                          | 21                                                                         | Slijk-Ewijk                                                                  | 10                                                                           | 11                                                                           | 15                                                                           | 11                                                                           |
| Arnhem (Elden)                                                             | -                                                                          | -                                                                          | -                                                                          | 29                                                                         | Valburg                                                                      | 14                                                                           | 15                                                                           | 19                                                                           | 15                                                                           |
| Elst                                                                       | 14                                                                         | 21                                                                         | 20                                                                         | 35                                                                         | Elst                                                                         | 18                                                                           | 19                                                                           | 24                                                                           | 19                                                                           |
| Valburg                                                                    | 18                                                                         | 25                                                                         | 24                                                                         | 39                                                                         | Arnhem (Elden)                                                               | -                                                                            | -                                                                            | -                                                                            | 25                                                                           |
| Slijk-Ewijk                                                                | 23                                                                         | 30                                                                         | 29                                                                         | 44                                                                         | Huissen                                                                      | -                                                                            | -                                                                            | -                                                                            | 33                                                                           |
| Oosterhout                                                                 | 26                                                                         | 33                                                                         | 32                                                                         | 47                                                                         | Bemmel                                                                       | 24                                                                           | 31                                                                           | 30                                                                           | 44                                                                           |
| Lent (2e doorkomst)                                                        | 31                                                                         | 38                                                                         | 37                                                                         | 52                                                                         | Lent (2e doorkomst)                                                          | 29                                                                           | 36                                                                           | 35                                                                           | 49                                                                           |
| Nijmegen (Wedren)                                                          | 33                                                                         | 40                                                                         | 39                                                                         | 52,4                                                                       | Nijmegen (Wedren)                                                            | 33,2                                                                         | 39,7                                                                         | 39                                                                           | 51,1                                                                         |
| Heumensoord                                                                | -                                                                          | -                                                                          | 44                                                                         | -                                                                          | Heumensoord                                                                  | -                                                                            | -                                                                            | 43,3                                                                         | -                                                                            |

### Dag van Wijchen / Roze Woensdag

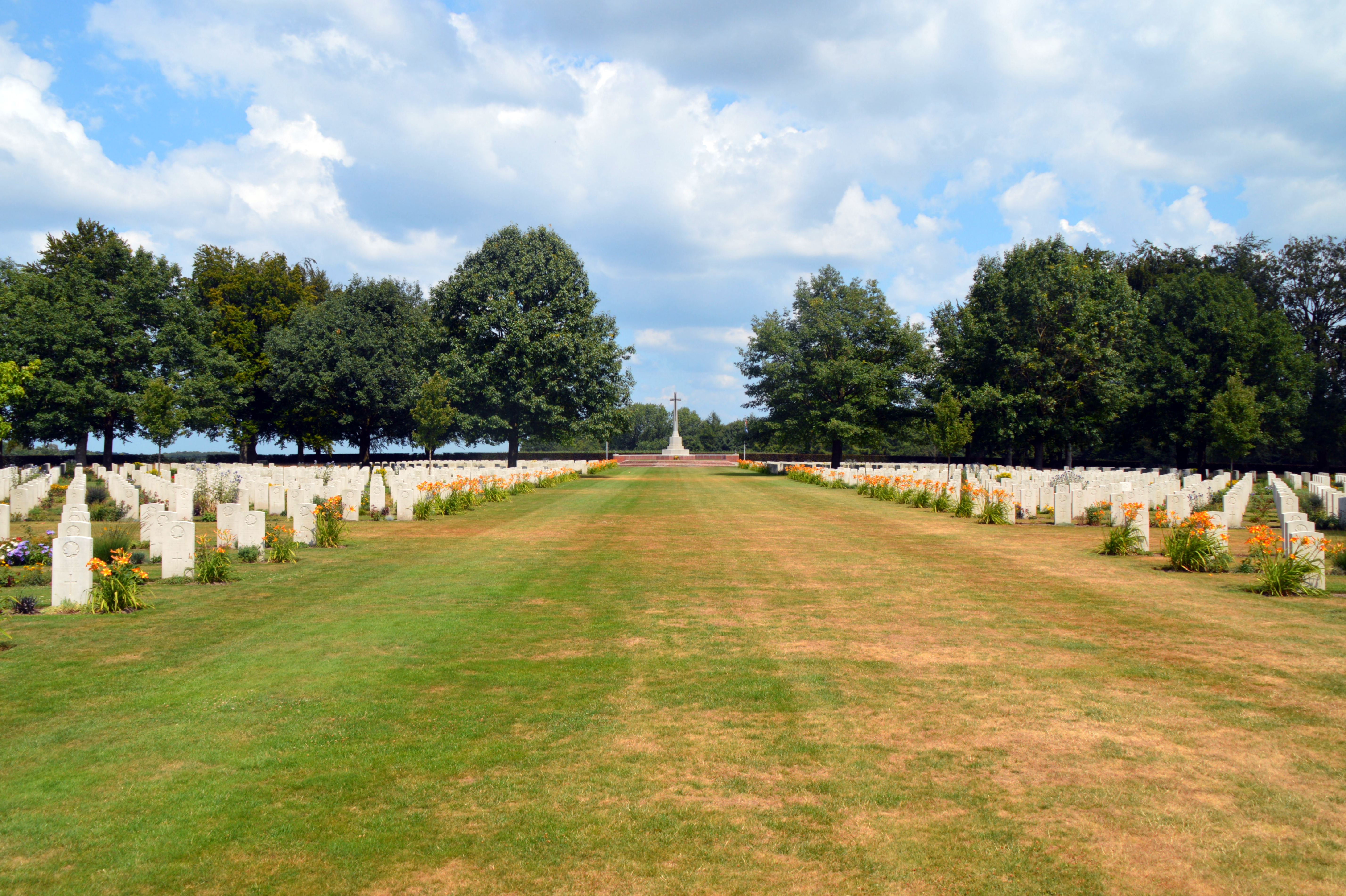
Canadese militaire begraafplaats Groesbeek

Tijdens de tweede dag worden Wijchen en Beuningen bezocht. Deze plaatsen liggen ten westen van Nijmegen. Op deze dag vallen de meeste mensen uit (veelal de ongetrainden). Tot en met 2005 liep de route via de Betouwstraat en de Van Welderenstraat, waar o.a. Villa Lila, het COC en homo-uitgaansgelegenheden zijn gevestigd en waardoor deze dag de naam Roze Woensdag kreeg. Uiteindelijk ontstond daar een groot volksfeest, waarbij lopers in het gedrang kwamen. 'Snelheden' van een paar meter per minuut waren het gevolg. In 2005 kostte het in de drukste periode een uur om deze twee straten door te 'lopen'. Onder normale omstandigheden wordt dit in tien minuten gelopen. Vanaf 2006 gaat de route daarom via de Waalkade.
Net als op de eerste dag moeten de militaire deelnemers die de mars vanaf Heumensoord lopen, nog een kilometer of vijf (ongeveer een uur gaans) afleggen nadat de civiele lopers op de 30, 40 en de 50 km gefinisht zijn. Dit laatste stuk, waarvan de Heyendaalseweg het grootste deel is, met nauwelijks of geen publiek, is slechts voor weinig militairen reden tot vreugde.
| Plaatsen van de Dag van Wijchen Met afstanden naar de plaats in km | Plaatsen van de Dag van Wijchen Met afstanden naar de plaats in km | Plaatsen van de Dag van Wijchen Met afstanden naar de plaats in km | Plaatsen van de Dag van Wijchen Met afstanden naar de plaats in km | Plaatsen van de Dag van Wijchen Met afstanden naar de plaats in km |
| Plaats                                                             | 30 km                                                              | 40 km                                                              | 40 km                                                              | 50 km                                                              |
| Plaats                                                             | 30 km                                                              | Civiel                                                             | Militair                                                           | 50 km                                                              |
| ------------------------------------------------------------------ | ------------------------------------------------------------------ | ------------------------------------------------------------------ | ------------------------------------------------------------------ | ------------------------------------------------------------------ |
| Alverna                                                            | 14                                                                 | 14                                                                 | 13                                                                 | 14                                                                 |
| Balgoij                                                            | -                                                                  | -                                                                  | -                                                                  | 19                                                                 |
| Niftrik                                                            | -                                                                  | -                                                                  | -                                                                  | 27                                                                 |
| Wijchen                                                            | 16                                                                 | 22                                                                 | 15                                                                 | 31                                                                 |
| Woezik                                                             | 18                                                                 | 24                                                                 | 17                                                                 | 33                                                                 |
| Beuningen                                                          | 24                                                                 | 30                                                                 | 23                                                                 | 39                                                                 |
| Weurt                                                              | 27                                                                 | 33                                                                 | 26                                                                 | 42                                                                 |
| Nijmegen (Wedren)                                                  | 33,6                                                               | 39,5                                                               | 33                                                                 | 48,5                                                               |
| Heumensoord                                                        | -                                                                  | -                                                                  | 37,5                                                               | -                                                                  |

### Dag van Groesbeek / Groene Donderdag
Op de derde dag is de marsroute heuvelachtig met als toppunt de beruchte Zevenheuvelenweg.  De route loopt deze dag ten zuiden van Nijmegen aan de oostzijde van de Maas. Via Mook en Milsbeek wordt de klim ingezet naar Groesbeek. De 50 kilometerlopers en de militairen maken bij Milsbeek een extra lus waarbij eerstgenoemden ook Gennep en Ottersum aan doen. Van Groesbeek gaat de route via de Zevenheuvelenweg naar Berg en Dal en vandaar terug naar Nijmegen. Halverwege de Zevenheuvelenweg stoppen de 'mannen en vrouwen in uniform' bij de Canadese militaire begraafplaats Groesbeek om een eerbetoon te brengen aan de in de Tweede Wereldoorlog gesneuvelde militairen.
| Plaatsen van de Dag van Groesbeek Met afstanden naar de plaats in km | Plaatsen van de Dag van Groesbeek Met afstanden naar de plaats in km | Plaatsen van de Dag van Groesbeek Met afstanden naar de plaats in km | Plaatsen van de Dag van Groesbeek Met afstanden naar de plaats in km | Plaatsen van de Dag van Groesbeek Met afstanden naar de plaats in km |
| Plaats                                                               | 30 km                                                                | 40 km                                                                | 40 km                                                                | 50 km                                                                |
| Plaats                                                               | 30 km                                                                | Civiel                                                               | Militair                                                             | 50 km                                                                |
| -------------------------------------------------------------------- | -------------------------------------------------------------------- | -------------------------------------------------------------------- | -------------------------------------------------------------------- | -------------------------------------------------------------------- |
| Malden                                                               | 10                                                                   | 10                                                                   | 9                                                                    | 10                                                                   |
| Molenhoek                                                            | 13                                                                   | 13                                                                   | 12                                                                   | 13                                                                   |
| Mook                                                                 | 14                                                                   | 14                                                                   | 13                                                                   | 14                                                                   |
| Middelaar                                                            | -                                                                    | 18                                                                   | 17                                                                   | 18                                                                   |
| Plasmolen                                                            | -                                                                    | 19                                                                   | 18                                                                   | 19                                                                   |
| Milsbeek                                                             | -                                                                    | 21                                                                   | 20                                                                   | 21                                                                   |
| Gennep                                                               | -                                                                    | -                                                                    | -                                                                    | 26                                                                   |
| Ottersum                                                             | -                                                                    | -                                                                    | -                                                                    | 28                                                                   |
| Breedeweg                                                            | -                                                                    | 26                                                                   | 25                                                                   | 37                                                                   |
| Groesbeek                                                            | 20                                                                   | 29                                                                   | 28                                                                   | 40                                                                   |
| Berg en Dal                                                          | 25                                                                   | 34                                                                   | 33                                                                   | 45                                                                   |
| Nijmegen (Wedren)                                                    | 30,5                                                                 | 39,3                                                                 | -                                                                    | 50,2                                                                 |
| Heumensoord                                                          | -                                                                    | -                                                                    | 40,0                                                                 | -                                                                    |

### Dag van Cuijk / Oranje Vrijdag
De route van de vierde en laatste dag van de Vierdaagse is wederom ten zuiden van Nijmegen, alleen wordt nu de zuid- en westzijde van de Maas bezocht. Tot Overasselt lopen de meeste parcoursen gelijk op. Soldaten slaan vlak voor Overasselt af naar Grave (via de Graafsebrug), de 50 km slaat in Overasselt af, ook naar Grave. De 40-km-wandelaars lopen via Overasselt naar de Maasbrug van de A73 bij Heumen en komen dan in het kleine dorp Linden. 

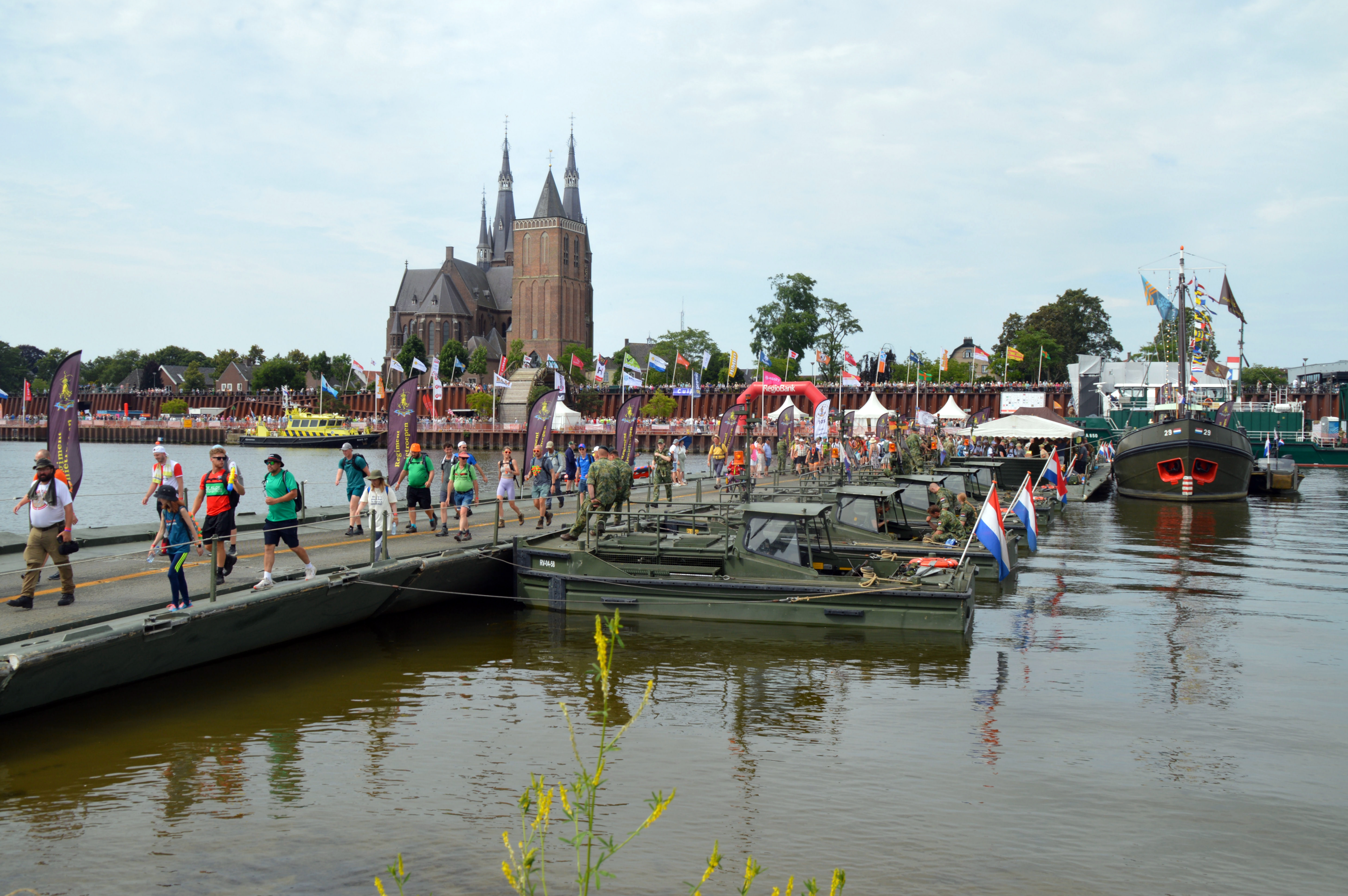
Pontonbrug over de Maas bij Cuijk

Dit dorpje wordt ieder jaar voor de wandelaars versierd aan de hand van een bepaald thema. Voor de militaire en de 50-km-wandelaars gaat het na Grave en Gassel verder via Beers, waar de 40-km-wandelaars, de militaire en de 50-km-wandelaars elkaar even ontmoeten. Na Beers is het rechtstreeks naar Cuijk, behalve voor de 50 km, die de laatste lus via Vianen maakt.
In Cuijk steken de wandelaars de Maas over via een pontonbrug, traditioneel aangelegd door de Genie. Zij komen dan opnieuw door Mook waar de Rijksweg wordt ingeslagen en via Malden koers gezet wordt naar Nijmegen. Voor de militaire deelnemers is de officiële finish net voor de bebouwde kom van Nijmegen op het terrein Charlemagne. Hier krijgen zij hun medaille en voegen muziekkorpsen zich bij de deelnemers. Wanneer de wandelaars ten laatste male Nijmegen binnen komen over de St. Annastraat, welke voor de Vierdaagse is omgedoopt tot de Via Gladiola, omdat de toeschouwers de wandelaars traditioneel gladiolen geven, worden de volhouders onthaald door een grote schare toeschouwers en wachtende vrienden en familie. Alle ontberingen en pijnen 'verdwijnen' en bij de Wedren ontvangt men het felbegeerde 'Vierdaagse-kruisje' als reglementair aan alle voorwaarden is voldaan. De finishtijd mag nu een uur later zijn dan op andere dagen.
| Plaatsen van de Dag van Cuijk Met afstanden naar de plaats in km | Plaatsen van de Dag van Cuijk Met afstanden naar de plaats in km | Plaatsen van de Dag van Cuijk Met afstanden naar de plaats in km | Plaatsen van de Dag van Cuijk Met afstanden naar de plaats in km | Plaatsen van de Dag van Cuijk Met afstanden naar de plaats in km |
| Plaats                                                           | 30 km                                                            | 40 km                                                            | 40 km                                                            | 50 km                                                            |
| Plaats                                                           | 30 km                                                            | Civiel                                                           | Militair                                                         | 50 km                                                            |
| ---------------------------------------------------------------- | ---------------------------------------------------------------- | ---------------------------------------------------------------- | ---------------------------------------------------------------- | ---------------------------------------------------------------- |
| Overasselt                                                       | 14                                                               | 14                                                               | -                                                                | 14                                                               |
| Heumen                                                           | 19                                                               | -                                                                | -                                                                | -                                                                |
| Linden                                                           | -                                                                | 20                                                               | -                                                                | -                                                                |
| Nederasselt                                                      | -                                                                | -                                                                | 15                                                               | 18                                                               |
| Grave                                                            | -                                                                | -                                                                | 18                                                               | 21                                                               |
| Gassel                                                           | -                                                                | -                                                                | 21                                                               | 24                                                               |
| Beers                                                            | -                                                                | 24                                                               | 26                                                               | 29                                                               |
| Vianen                                                           | -                                                                | -                                                                | -                                                                | 33                                                               |
| Cuijk                                                            | -                                                                | 27                                                               | 30                                                               | 35                                                               |
| Mook                                                             | -                                                                | 31                                                               | 34                                                               | 39                                                               |
| Molenhoek                                                        | -                                                                | 33                                                               | 36                                                               | 41                                                               |
| Malden                                                           | 23                                                               | 35                                                               | 38                                                               | 43                                                               |
| Nijmegen (Wedren)                                                | 30,0                                                             | 42,5                                                             | 45,8                                                             | 50,2                                                             |
| Heumensoord                                                      | -                                                                | -                                                                | -*                                                               | -                                                                |

* De militairen worden vlak na de Wedren door bussen teruggebracht naar Kamp Heumensoord.

## Beloningen

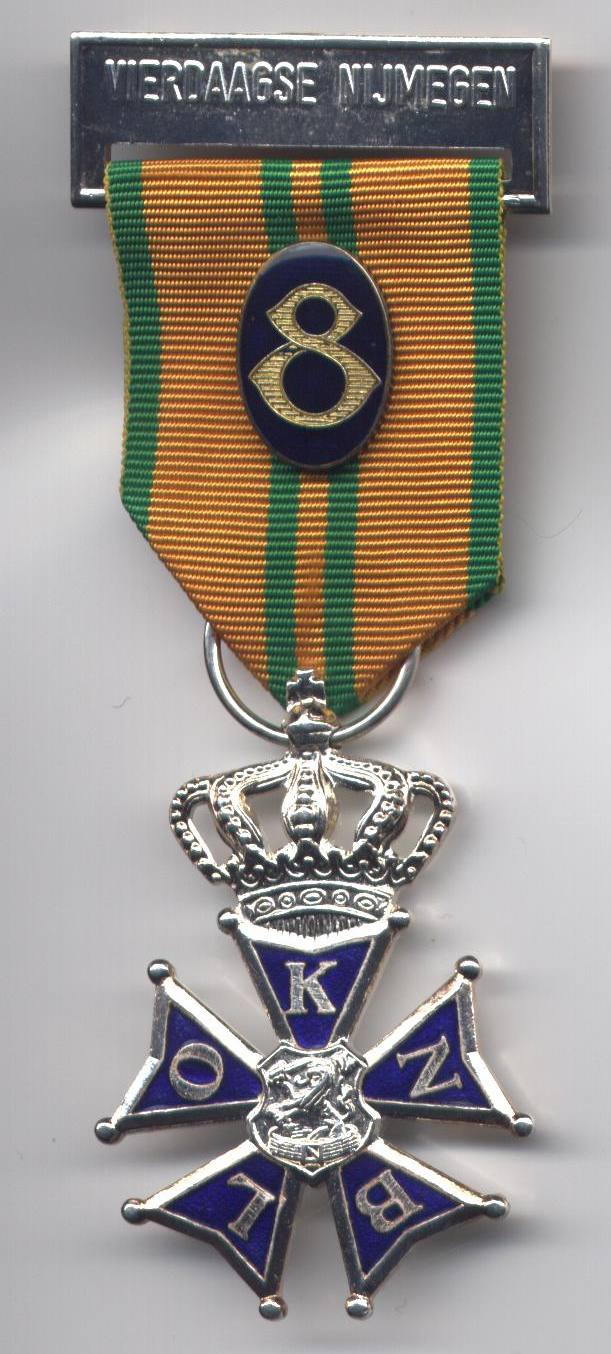
Vierdaagse Kruis voor acht deelnames

De Vierdaagse kent verschillende soorten beloningen:
- Vierdaagsekruis (Kruis voor betoonde marsvaardigheid) en cijfers
- Groepsmedaille
- Certificaat van deelname
- Verzorgersmedailles en batons
- Stempels van IML / IVV / KWBN

Wandelaars die tien keer of vaker reglementair de Vierdaagse hebben uitgelopen, kunnen lid worden van de in 1951 opgerichte vereniging Gouden Kruisdragers Vierdaagse.
Het Vierdaagsekruis behoort tot de officiële Nederlandse onderscheidingen, en mag daarom door Nederlandse militairen in binnen- en buitenland op het uniform gedragen worden.

## Geschiedenis
Op 3 april 1908 werd de Nederlandse Bond voor Lichamelijke Opvoeding (NBvLO) opgericht, later de KNBLO, de Koninklijke Nederlandse Bond voor Lichamelijke Opvoeding, en nog later de KNBLO-NL, KNBLO Wandelsportorganisatie Nederland.

### Eerste Vierdaagse, 1909

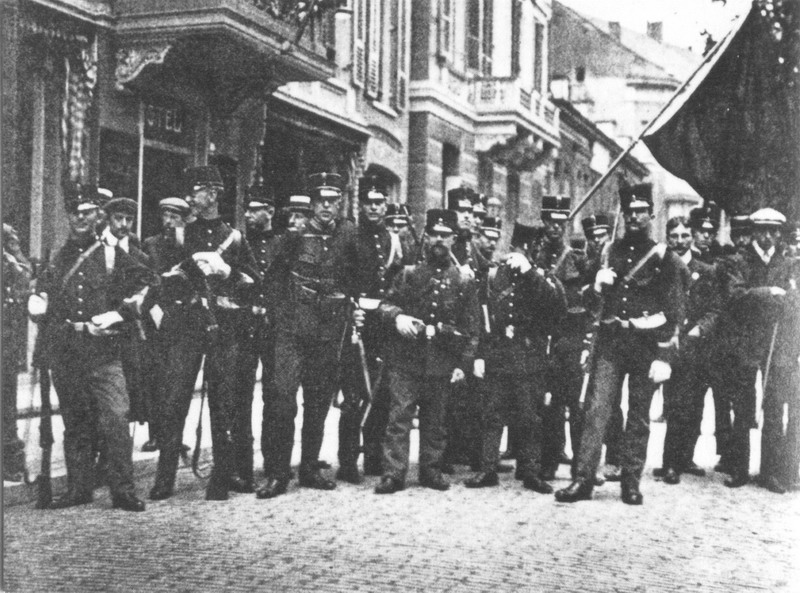
Enige van de 41 deelnemers voor hotel Noble tijdens de 2e Vierdaagse

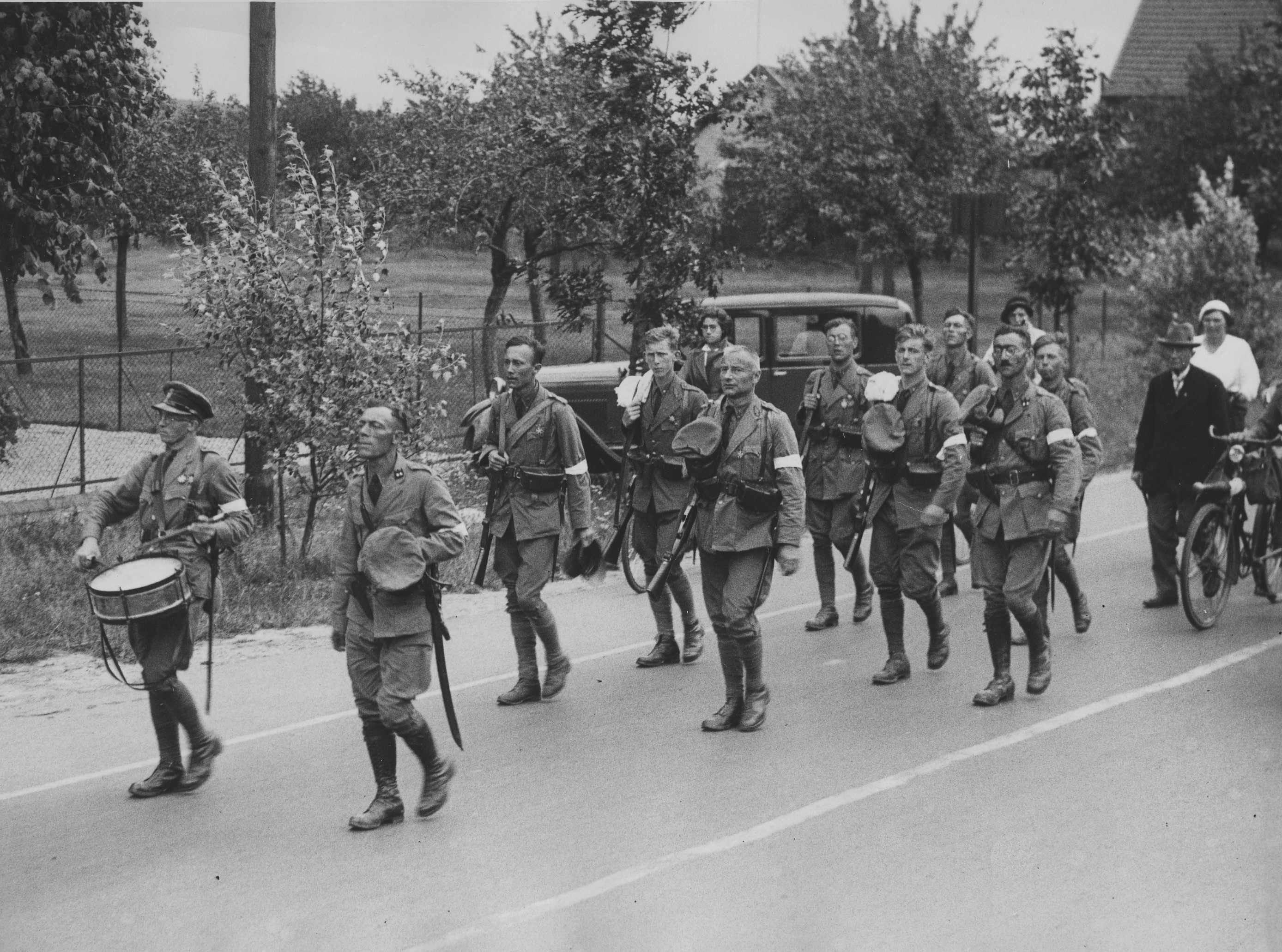
Een detachement van de Koloniale Reserve onderweg op de vierde dag 1932

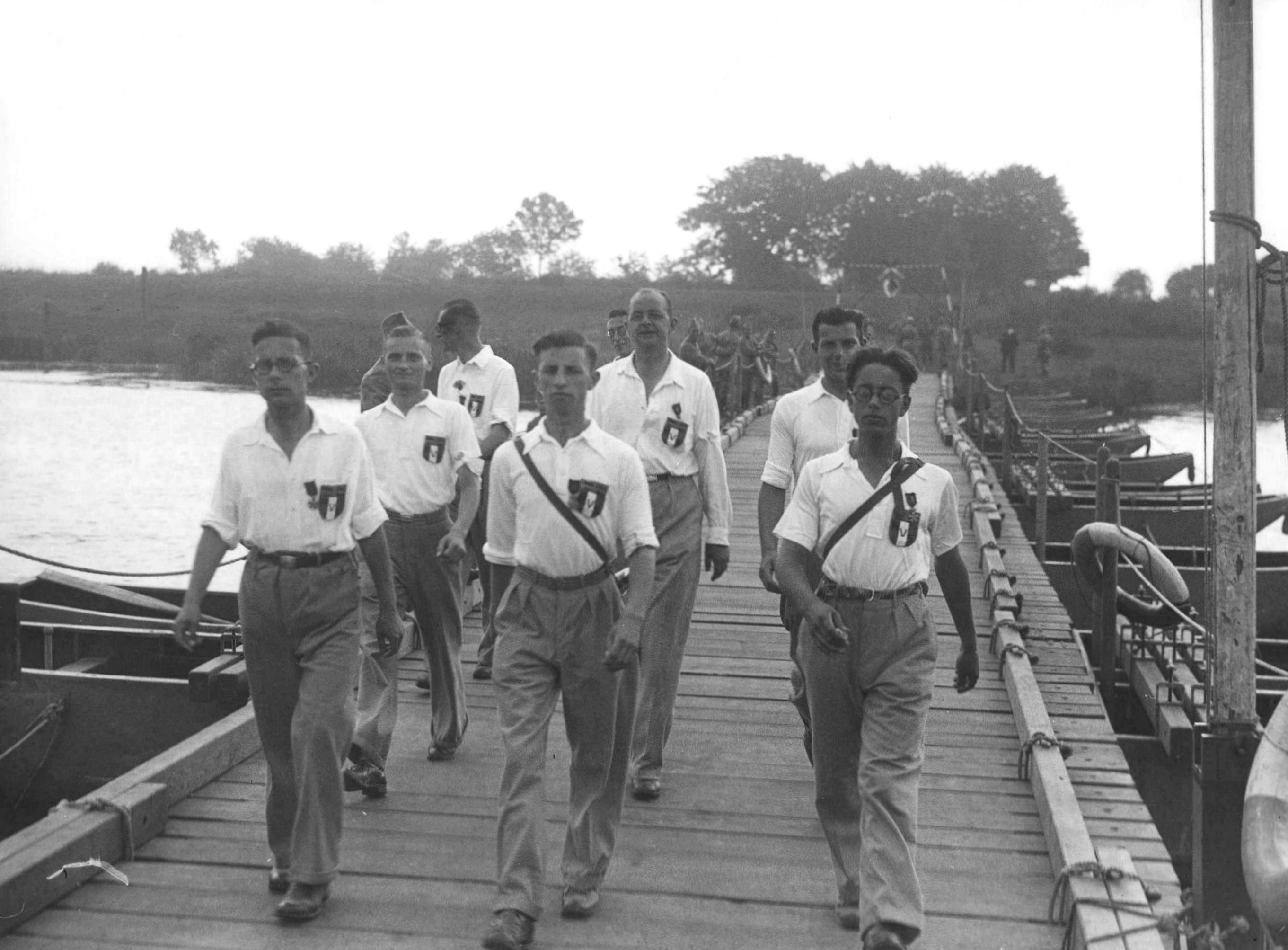
Een groep burgerwandelaars op het parcours van 50 km op de pontonbrug bij Cuijk op de derde dag van de 25e Vierdaagse. Datering 25 juli 1935

Het eerste wapenfeit van de NBvLO was de voornamelijk voor militairen georganiseerde wandelvierdaagse van 1909, als oefenmars om conditie bij militairen op te bouwen. Op 1 september 1909 ging de eerste Vierdaagse van start. Er werd gestart vanuit diverse kazernes naar het eindpunt Breda. Er waren 306 deelnemers: 296 militairen en 10 burgers. In vier dagen werd 140 kilometer afgelegd, waarbij men pas op de laatste dag weer terugkeerde naar de startplaats.

### Vierdaagse van 1910
Omdat in 1909 was gebleken dat het organisatorisch zeer ingewikkeld was met de verschillende startpunten werd in 1910 een enkel startpunt vastgelegd, in Arnhem.

### Vierdaagse van 1913
In 1913 liep men in drie dagen van Amersfoort, via Ede, Arnhem, Middachter Allée, Doesburg en Zevenaar naar Nijmegen. De vierde dag was de route rond Nijmegen. De Vierdaagse vlag, een oranje kruis op een groen vlak is in 1909 ook overgenomen van de KNBLO Wandelsportorganisatie.

### Afgelaste vierdaagse van 1914 en 1915 wegens Eerste Wereldoorlog
In 1914 en 1915 ging de Vierdaagse niet door in verband met de mobilisatie vanwege de Eerste Wereldoorlog. Vanaf 1922 was majoor Jaap Breunese marsleider. Hij reorganiseerde de Vierdaagse en liet onder meer buitenlandse deelnemers toe. Met een onderbreking in de Tweede Wereldoorlog, was hij tot aan zijn overlijden in 1963 marsleider.

### Vierdaagse van 1925
Voor 1925 konden de mensen ook in 12 andere plaatsen starten. In 1925 werd Nijmegen de startplaats, met als redenen de goede accommodatie, de driegangenmaaltijden en de geschikte parcoursen rond Nijmegen. De routes liggen sindsdien in en om Nijmegen heen, en de Vierdaagse heette voortaan de Nijmeegse Vierdaagse. Er kon worden gekozen uit de volgende afstanden: 35, 45 en 55 km per dag.

### Vierdaagse van 1928
De Olympische Spelen van 1928 waren aanleiding buitenlanders toe te laten. De Vierdaagse werd daarmee een internationale wandeltocht. Deelnemers komen uit de hele wereld tot aan Japan toe.

### Afgelaste Vierdaagse van 1940 t/m 1945 wegens Tweede Wereldoorlog
In de Tweede Wereldoorlog ging de Vierdaagse niet door.

### Vierdaagse van 1967
In 1967 liep Prins Claus mee in de Vierdaagse. Dat was de enige keer dat iemand van het Koninklijk Huis meeliep. Hij liep de langste afstand. Dat was vanaf dit jaar 50 kilometer. Tot en met 1966 waren de afstanden 5 kilometer langer. Vanaf 1967 werden de afstanden 30, 40 en 50 kilometer.

### Vierdaagse van 1972
In 1972 werden de te lopen afstanden ingekort wegens hitte.

### Vierdaagse van 1998
In 1998 liep de miljoenste deelnemer mee.

### Vierdaagse van 2003
In 2003 werden de te lopen afstanden ingekort. Op de Dag van Wijchen in 2003 werd de reglementaire afstand voor de 50- en 40-kilometerlopers in verband met de hitte 10 kilometer ingekort. Militairen moesten wel hun dagafstand van 40 kilometer lopen, maar mochten de reglementaire 10 kilo bepakking thuislaten.
Er was een recordaantal deelnemers van 44.812, van wie er 40.706 de eindstreep haalden.

### Gedeeltelijke afgelaste Vierdaagse van 2006 wegens extreme hittegolf

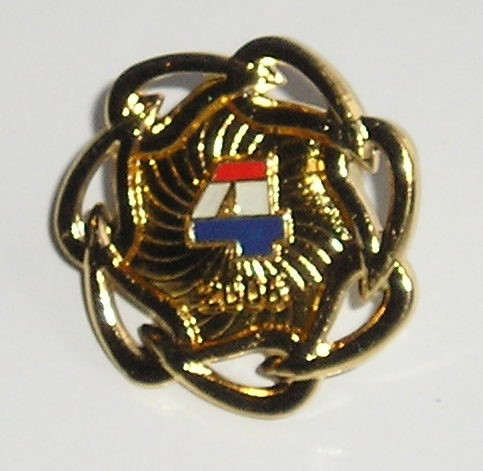
Herinneringsspeld Vierdaagse 2006

In 2006 werd de Vierdaagse na de eerste dag afgelast. Veel wandelaars hadden last van de hitte en uitdrogingsverschijnselen, waardoor de hulpdiensten overbelast raakten. Ook overleden twee deelnemers, waarvan een na het succesvol volbrengen van de eerste dag. Een derde persoon raakte in kritieke toestand. Nog eens ca. 250 deelnemers werden die dag onwel.
Omdat de weersverwachtingen voor de dagen erna nog warmer waren, werd vastgesteld dat het onverantwoord was om de Vierdaagse door te laten gaan. De deelnemers die de eerste dag waren gestart, kregen in plaats van de Vierdaagsemedaille een speldje. Om te voorkomen dat een dergelijk incident zich zou herhalen worden sindsdien bij verwachte grote hitte voorzorgsmaatregelen genomen, zoals het schrappen van dagen of het inkorten van routes. Dit gebeurde bijvoorbeeld in 2022 en in 2024. Hiertoe werd een meteoroloog toegevoegd aan de organisatie.

### Vierdaagse van 2014
In 2014 werd de laatste dag aangepast uit respect voor de slachtoffers van de vliegramp in Oekraïne, die een dag eerder plaatsvond. De intocht was op deze dag erg versoberd. Er werd geen muziek gemaakt langs de route en tijdens de intocht werd er een minuut stilte gehouden voor de slachtoffers van de ramp. Ook hingen langs de route Nederlandse vlaggen halfstok.

### Vierdaagse van 2015
In 2015 werd de 1,5 miljoenste Vierdaagsebeloning uitgereikt.

### 100ste Vierdaagse van 2016
Er werden voor de viering van de honderdste editie in het jubileumjaar 2016 tal van extra feestelijke activiteiten georganiseerd. Onder andere werd de deelnemerslimiet eenmalig verhoogd naar 50.000. Ook werd eenmalig de 55km-afstand toegevoegd (deze afstand was tot en met 1966 verplicht voor mannen tussen de 19 en 50 jaar oud). Door toevoeging van de 55 km werd op de tweede wandeldag ook Druten als dertiende officiële doortochtgemeente aangedaan. Voorafgaand aan de Vierdaagse werden zogenaamde stertochten georganiseerd vanuit de Provinciehoofdsteden naar Nijmegen en tijdens de Jubileumweek werd er een Ereronde gehouden door 100 langeafstandswandelaars die het 50km-parcours op één dag tweemaal liepen. Onder de deelnemers in 2016 waren zo'n 5.500 militairen uit meer dan dertig verschillende landen. In 2016 werden ter ere van de 100ste Vierdaagse eenmalig 5.000 extra inschrijvingen toegestaan, waardoor er 47.166 deelnemers waren, van wie er 42.577 finishten.

### Afgelaste Vierdaagsen van 2020 en 2021 wegens coronacrisis
Op 21 april 2020 werden door de Nederlandse regering alle evenementen in het land vooralsnog tot 1 september dat jaar afgelast vanwege de uitbraak van COVID-19, waarvoor op dat moment geen vaccin voorhanden was. Op 8 februari 2021 heeft de organisatie de Vierdaagse van 2021 afgelast, omdat ook dat jaar grote evenementen niet mogelijk waren vanwege de nog geldende afstandsmaatregelen. In beide jaren zijn er alternatieve vierdaagsen georganiseerd met lokale looproutes. Ook werden er souvenir-medailles uitgereikt aan alle wandelaars die zich voor deze twee vierdaagsen hadden aangemeld.

### Driedaagse van 2022
Op zondag 17 juli heeft de marsleiding samen met de burgemeester tijdens een persconferentie aangekondigd dat de start van de Nijmeegse Vierdaagse op woensdag zal plaatsvinden. Reden hiervoor was de weersverwachting, waarbij temperaturen tot boven de 35 graden celsius te verwachten waren.

### Vierdaagse van 2024
In 2024 werden de te lopen afstanden op de vierde dag met 10 kilometer ingekort wegens hitte.

### Vierdaagse van 2025
In 2025 was het honderd jaar geleden dat Nijmegen de vaste start- en finishplaats van de Vierdaagse werd. In dat jaar behaalden 42.777 deelnemers de eindstreep en verkregen het Vierdaagsekruis. Dat is een record. Er deden 82 nationaliteiten mee, waarvan 36 met een militaire delegatie. Dat laatste is ook een record. De weersomstandigheden waren gunstig.

## Reglementaire afstand en keuzeafstand
De Nijmeegse Vierdaagse werkt als een van de weinige wandeltochten met reglementaire afstanden gebaseerd op leeftijd en geslacht. Deelnemers moeten op zijn minst de reglementaire afstand afleggen. Indien mogelijk mag een deelnemer wel kiezen voor een langere afstand. 

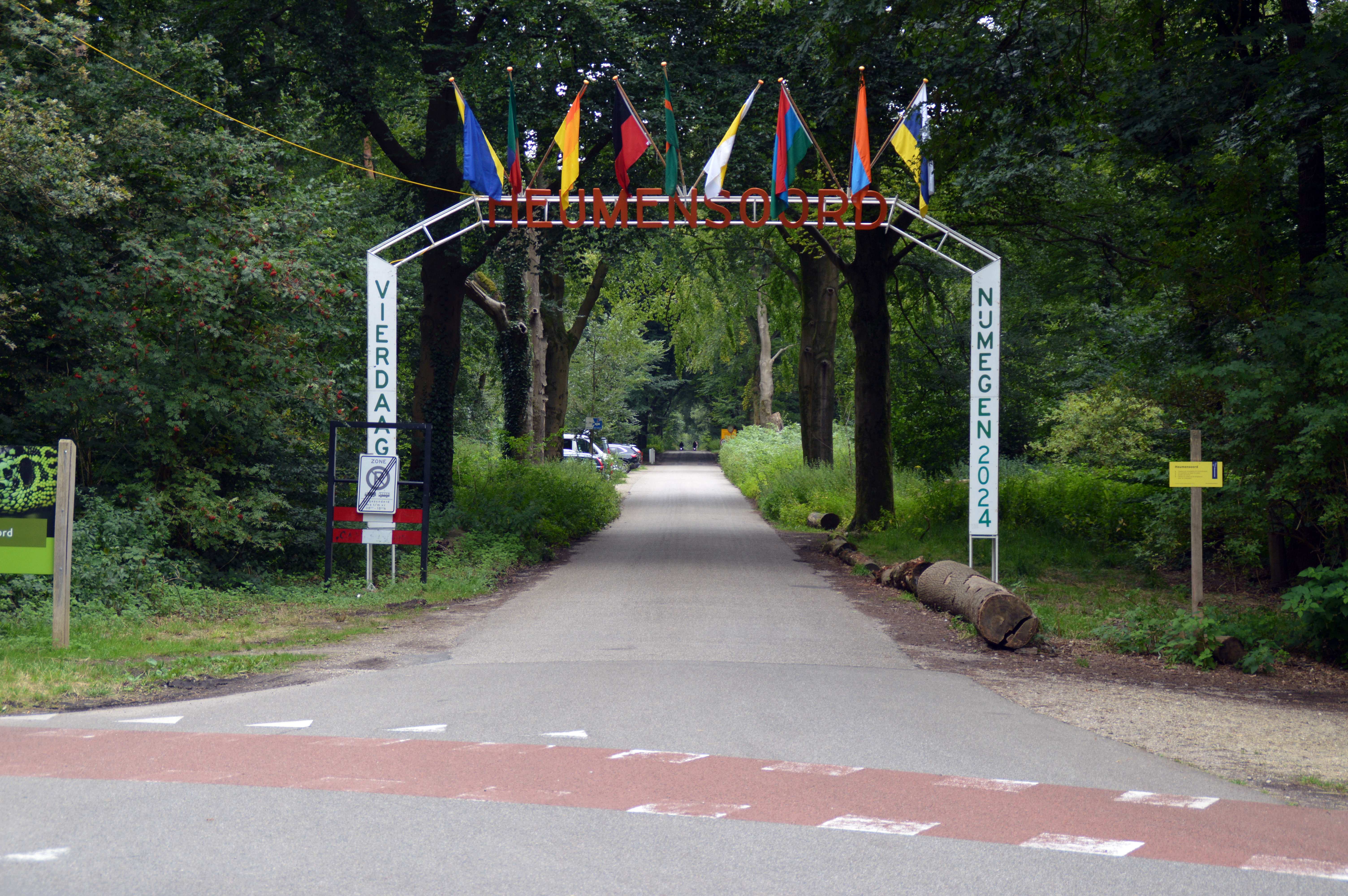
Kamp Heumensoord

 Een kortere afstand mag ook niet als de deelnemer op de koop toe neemt geen kruisje te ontvangen. Dit zou ten koste gaan van een startplaats voor iemand die wél reglementair die afstand mag lopen; sinds 2004 geldt er een maximum aantal deelnemers. Tot en met 2005 was het mogelijk om een 'diploma-afstand' te lopen: een afstand die lager ligt dan de reglementaire afstand. Voor het behalen van deze afstand ontving men geen Vierdaagsekruis, maar een diploma.
Militairen mogen de 40 km lopen vanaf Kamp Heumensoord, ook al hebben ze als reglementaire afstand de 50 km, op voorwaarde dat ze met bepakking lopen die te allen tijde minstens 10 kg weegt.
Ter gelegenheid van de honderdste editie in 2016 werd eenmalig een extra keuzeafstand van 55 kilometer aan het programma toegevoegd.
| Leeftijd Geboortejaar editie 2025 | 30 km | 30 km | 40 km | 40 km | 50 km | 50 km |
| Leeftijd Geboortejaar editie 2025 | M     | V     | M     | V     | M     | V     |
| --------------------------------- | ----- | ----- | ----- | ----- | ----- | ----- |
| 12-15 2010-2013                   | R     | R     | K     | K     | K     | K     |
| 16-18 2007-2009                   | -     | -     | R     | R     | K     | K     |
| 19-49 1976-2006                   | -     | -     | -     | R     | R     | K     |
| 50-59 1966-1975                   | -     | -     | R     | R     | K     | K     |
| 60 en ouder 1965 en eerder        | R     | R     | K     | K     | K     | K     |

* De leeftijd betreft de leeftijd die men heeft op 31 december van het jaar waarin de Vierdaagse gehouden wordt.
R Reglementaire afstand
K Keuzeafstand
- Deze afstand mag men niet lopen, behalve als meewandelend begeleider. Een meewandelend begeleider ontvangt geen beloning in de vorm van het Vierdaagsekruis.

## De Vierdaagse Sponsorloop
Sinds 2011 biedt de Vierdaagse aan sponsorlopers voor Goede Doelen een speciale service in de vorm van een website, de Vierdaagse Sponsorloop. Via deze speciale website wordt het sponsorlopers gemakkelijk gemaakt om actief in hun netwerk te werven en het gedoneerde geld veilig te incasseren en over te dragen aan het door hen zelf gekozen Goede Doel. Vanaf de start van De Vierdaagse Sponsorloop is al ruim 3 miljoen euro bijeengelopen door Vierdaagse wandelaars voor enkele honderden verschillende Goede Doelen. De website is te vinden via een link op de site van de Nijmeegse Vierdaagse.

## Media-aandacht
Er is veel binnen- en buitenlandse media-aandacht voor de Vierdaagse: de KRO zendt het programma Het gevoel van de Vierdaagse en De Wandeling uit en SBS6 een dagelijkse journaalprogramma De Nijmeegse Vierdaagse, op TV Gelderland is elke dag het 4Daagse Journaal te zien; ook worden er elke dag radioprogramma's gemaakt. Live tv-registratie op de landelijke zenders van de intocht op vrijdag is niet altijd gegarandeerd, maar veel wordt goedgemaakt door uitzendingen van de gezamenlijke regionale omroepen. Zo doet de Nijmeegse streekomroep RN7 sinds 2018 jaarlijks onafgebroken verslag van de hele Vierdaagseweek.
In 2008 maakten Nijmeegse zendamateurs via de korte golf veel publiciteit over 'De Vierdaagse' en organiseren de HAM 4 Days Marches.

## Kritiek
Hoewel vele duizenden mensen ieder jaar veel plezier beleven aan de Vierdaagse, zijn er ook kritische geluiden. Zo vinden veel wandelaars de tocht te druk en te massaal.
Een minderheid stoort zich aan het in hun ogen militaristische karakter van de Vierdaagse. In 1986 pleitte de PSP voor een "verbod van militair vertoon bij civiele evenementen als de Vierdaagse van Nijmegen". In 2000 trok Sylvain Ephimenco in het dagblad Trouw van leer tegen het "lopen in een kudde" in deze "verstikkende militaristische parade". In de jaren tachtig en negentig liep de antimilitaristische "Wandelklup Is het hier Oorlog?" in een deel van het parcours mee met protestleuzen. Sommige lopers en omstanders reageerden hier negatief op. In 2025 protesteerde verschillende actiegroepen tegen militarisme en voor vrede in Palestina.  Boven de route, aan de Kwakkenbergweg in Nijmegen, hingen activisten nepbommen en spandoeken op. Uiteindelijk zaten er activisten in bomen met spandoeken en legde de politie de wandelroute korte tijd stil.
De toenmalige Commissie Gelijke Behandeling heeft in 2004 geoordeeld dat de Vierdaagse bij het verstrekken van beloningen een verboden onderscheid maakte op grond van geslacht. De organisatie van de Vierdaagse heeft hierop haar reglementen aangepast: de zogeheten diploma-afstand is vervallen en in de Regeling Afstanden en Beloningen zijn de leeftijden waarop mannen en vrouwen reglementair 30 km mogen lopen gelijkgeschakeld. Daarmee is overigens nog niet de ongelijkheid opgeheven: mannen moeten vanaf het jaar waarin zij 19 worden tot en met het jaar waarin zij 49 worden, elke dag 50 km wandelen, vrouwen mogen volstaan met 40. Het afschaffen van de diploma-afstand (waardoor mannen in die leeftijd zich konden inschrijven voor 40 km) werd destijds niet gemotiveerd met een verwijzing naar de uitspraak van de Commissie Gelijke Behandeling, maar met het argument dat er een deelnemerslimiet moest komen en dat het daarom in de rede lag geen deelname onder de verplichte afstand meer toe te laten.

## Aanpassingen voor deelnemers met een beperking
In de laatste decennia van de 20e eeuw hebben mensen met een lichamelijke functiebeperking − met name rolstoelgebonden gehandicapten − gestreden om volwaardig aan de Vierdaagse te mogen deelnemen. Omdat de reglementen voorschrijven dat deelnemers beide benen moeten gebruiken, konden zij niet het felbegeerde kruisje behalen. In 1995 werd er een oplossing gevonden door hen bij goed gevolg een diploma te verstrekken als proeve van betoonde marsvaardigheid. Sinds 2009 hanteert de Vierdaagse een dispensatieregeling die mensen met een verstandelijke en/of lichamelijke beperking de gelegenheid biedt om voor hun deelname beloond te worden met het Vierdaagsekruis.

## Varia
- Er zijn tot en met 2024 zes mensen overleden gedurende de Vierdaagse. Het eerste geval deed zich voor in 1927, toen iemand overleed aan een zonnesteek. Vervolgens viel op de tweede dag van de editie van 1963 een Nederlandse soldaat uit, die later die week zou overlijden. In 1972 stierven twee militairen, een Zwitserse soldaat van 35 jaar en een Deense luitenant van 47 jaar. Twee wandelaars bezweken door de hitte tijdens de editie van 2006.
- In 1932 componeerde Henricus A. van Mechelen het Vierdaagselied met een tekst van J.P.J.H. Clinge Doornbosch. Jaarlijks wordt het gespeeld en meegezongen door de wandelaars. Ook wordt het lied uitgevoerd tijdens de Vierdaagsemissen in de Grote of Sint-Stevenskerk en de Molenstraatkerk.
- In 2003 werd een Vierdaagse-huwelijk voltrokken in Linden, op 21 juli 2006 te Grave, en op 22 juli 2011 op de pontonbrug na Cuijk (tussen twee Duitse militairen).[20] Dat gebeurde eveneens in 2019 bij de John S. Thompsonbrug in Grave.[21]
- De recordhouder tot nu is Bert van der Lans (1932-2025). Hij liep in 2018 de Vierdaagse voor de 71e keer uit.[22] In 2019 moest de toen 87-jarige op de tweede dag stoppen, vanwege een gebroken sleutelbeen, dat hij opliep door een val van zijn fiets toen hij de avond tevoor naar huis reed.[23] In 2022 maakte hij bekend definitief te stoppen met het lopen van de Vierdaagse.[24] In januari 2025 overleed hij op 92-jarige leeftijd.[25]
- Een aantal wandelaars kiest ervoor de afstand van hun woonplaats naar de start in Nijmegen lopend – in etappes – af te leggen, in een enkel geval zelfs vanuit het buitenland. Zo loopt om de vijf jaar een militair detachement vanuit Kopenhagen de MaKoNi-mars naar Nijmegen over een afstand van 650 kilometer in de twee weken voorafgaand aan de Vierdaagse.[26]
- Van 1996 tot 2009 stond tijdens de intocht de zogenoemde "swingende agent" op de kruising St. Annastraat (Via Gladiola)/ Groenestraat/ Groenewoudseweg.[27] Hij was voor veel lopers en toeschouwers van de Vierdaagse een vast herkenningsbaken. In 2016 keerde hij eenmalig terug ter gelegenheid van de 100ste Vierdaagse.[28]